# Aisha Hinds

Aisha Hinds nella serie 911

Aisha Hinds (New York, 13 novembre 1975) è un'attrice statunitense, nota per i suoi ruoli ricorrenti nelle serie televisive Dollhouse, Hawthorne - Angeli in corsia, Invasion e True Blood, e per i ruoli facenti parte del cast principale del tenente Maureen Mason in Detroit 1-8-7, di Carolyn Hill in Under the Dome e di Henrietta "Hen" Wilson in 9-1-1.

## Biografia
Attiva principalmente in ambito televisivo, inizia a recitare in alcuni episodi della serie televisiva The Shield, dopodiché partecipa al suo primo film per il cinema, Assault on Precinct 13 del 2005. negli anni seguenti si fa notare con ruoli ricorrenti in Invasion, nel ruolo di Mona Gomez, Dollhouse, in quelli di Loomis, e True Blood, dove ha ricoperto il ruolo di Miss Jeanette.
Nel 2009 fa parte del cast del film di Tyler Perry Madea Goes to Jail. Nel 2010 è una delle interpreti, al fianco di Michael Imperioli, della serie della ABC Detroit 1-8-7.
Tra il 2013 e il 2015 recita nel ruolo di Carolyn Hill nella serie televisiva Under the Dome tratta dal romanzo The Dome di Stephen King, apparendo tra gli attori del cast principale durante la prima stagione.
Nell'ottobre del 2017 viene scelta per interpretare il ruolo principale di Henrietta "Hen" Wilson della serie televisiva 9-1-1.

## Filmografia parziale

### Cinema
- Assault on Precinct 13, regia di Jean-François Richet (2005)
- Mr. Brooks, regia di Bruce A. Evans (2007)
- Madea Goes to Jail, regia di Tyler Perry (2009)
- Prison Break: The Final Break, regia di Kevin Hooks e Brad Turner (2009)
- Unstoppable - Fuori controllo (Unstoppable), regia di Tony Scott (2010)
- The Next Three Days, regia di Paul Haggis (2010)
- Into Darkness - Star Trek (Star Trek into Darkness), regia di J. J. Abrams (2013)
- Resta anche domani (If I Stay), regia di R. J. Cutler (2014)
- Beyond the Lights - Trova la tua voce (Beyond the Lights), regia di Gina Prince-Bythewood (2014)
- Godzilla II - King of the Monsters (Godzilla: King of the Monsters), regia di Michael Dougherty (2019)
- The Perfect Find - Tutto è davvero possibile, regia di Numa Perrier (2023)
- La società americana dei Magical Negroes, regia di Kobi Libii (2024)

### Televisione
- E.R. - Medici in prima linea (ER) – serie TV, episodio 10x20 (2004)
- The Shield – serie TV, 8 episodi (2004)
- Invasion – serie TV, 15 episodi (2005-2006)
- Lost - serie TV, episodio 3x05 (2006)
- True Blood – serie TV, 7 episodi (2008-2009)
- Desperate Housewives – serie TV, episodi 5x13 e 14 ( 2008 - 2009)
- Dollhouse – serie TV, 5 episodi (2009)
- Law & Order - Unità vittime speciali (Law & Order: Special Victims Unit) – serie TV, episodio 10x14 (2009)
- Hawthorne - Angeli in corsia (Hawthorne) – serie TV, 8 episodi (2009-2010)
- Weeds – serie TV, 3 episodi (2010)
- Detroit 1-8-7 – serie TV, 18 episodi (2010-2011)
- Cult – serie TV, 7 episodi (2013)
- Under the Dome – serie TV, 16 episodi (2013-2015)
- NCIS: Los Angeles – serie TV, 3 episodi (2014)
- Wet Hot American Summer: First Day of Camp – miniserie TV (2015)
- All the Way – film TV, regia di Jay Roach (2016)
- Underground – serie TV, 7 episodi (2017)
- Unsolved – serie TV, 5 episodi (2018)
- 9-1-1 – serie TV, 78 episodi (2018-in corso)
- 9-1-1: Lone Star - serie TV, episodio 2x03 (2021)

## Riconoscimenti
- Black Reel Television Awards
  - 2015- Candidatura alla miglior attrice non protagonista in un film per la televisione/via cavo per Gun Hill
  - 2023- Candidatura alla miglior attrice non protagonista in una serie drammatica per 9-1-1

## Doppiatrici italiane
Nelle versioni in italiano delle opere in cui ha recitato, Aisha Hinds è stata doppiata da:
- Alessandra Cassioli in Under The Dome, Detroit 1-8-7, Hawaii Five-0
- Daniela D'Angelo in The Next Free Days, 9-1-1, 9-1-1: Lone Star
- Monica Bertolotti in Desperate Housewives - I Segreti di Wisteria Lane, Cult
- Claudia Pittelli in Assault on Precinct 13, Madea Goes to Jail
- Antonella Alessandro in The Shield, Prison Break
- Raffaella Castelli in Invasion
- Annan Rita Pasanisi in Law & Order: Unità Speciale
- Silvia Tortarolo in Wet Hot American Summer: First Day of Camp
- Stefania Romagnoli in 9-1-1 (ep. 5x13-14)
- Rachele Paolelli in Godzilla II: King of the Monsters
- Guendalina Ward in The Perfect Find - Tutto è davvero possibile